# تروریست (رمان)
تروریست (انگلیسی: Terrorist)بیست و دومین رمان نوشته شده توسط جان آپدایک است.

## معرفی داستان
تمرکز این داستان بر روی یک نوجوانمسلمان متولد شده در آمریکا به نام احمد اشماوی است، اگرچه جک لوی به عنوان مشاور راهنمای زندگی دبیرستانی احمد نقش اصلی را بازی می‌کند. این رمان به دنبال کشف جهان بینی و انگیزه‌های بنیادگرایی مذهبی (به ویژه در اسلام) است، در حالی که در عین حال اخلاق و شیوه زندگی ساکنان حومه نیوجرسی در کمربند زنگار حومه «چشم‌انداز جدید» را به تصویر می‌کشد.

## پیرنگ
این رمان با صبحت تک‌گویی کوتاه احمد شروع می‌شود که وضعیت جوانان آمریکایی را در قالب جوانانی در راهروهای دبیرستان‌ها توصیف می‌کند. او با یک پسر مسن تر به نام تیلی نول که فکر می‌کند احمد با دوست دخترش بنام جوریلین رابطه دارد درگیر می‌شود. در حالیکه احمد نسبت به آن دختر تمایلات جنسی دارد، بر اساس آموزه‌های دینی، او آن‌ها را سرکوب می‌کند. احمد در مسجد خود (واقع در یک کلوپ رقص متروکه در بالای اداره اوراق قرضه) آرامش پیدا می‌کند. او قرآن را تحت نظارت امام مسجد بنام شیخ رشید مطالعه می‌کند. او معتقد است که اعتقاد راسخ وی نسبت به معلم اش قویتر می‌گردد چرا که گرایش شیخ به تفسیر احادیث محمد پیامبر به لحاظ شکل ظاهری، آثاری از تردیدات ذهنی را نشان می‌دهد.
حامی احمد در خانه مادر مسامحه کار او بنام ترزا مولوی، یک نسل سوم آمریکایی ایرلندی است که در حالی که به عنوان بعنوان یک کاتولیک مطرح است اعتقادات مذهبی خود را ترک کرده‌است. از سوی دیگر، احمد ستایش کورکورانه ای از پدر غائبش می‌کند که یک مهاجر مصری بوده و زمانی که وی تنها سه سال داشت، او و مادرش را ترک می‌کند.
به دلیل اعتقادات مذهبی و بازبودن نسبی نسبت به رابطه جنسی و روابط با مردان، او به یکی از موضوعات مورد تنفر احمد تبدیل شده‌است - هرچند در این رابطه ـ او همچنین به عنوان یک عشق وظیفه‌شناس پذیرفته می‌شود. از سوی دیگر، احمد پدر پدرش، مهاجر مصری است که از او و مادرش زمانی که احمد سه ساله بود رها کرد.
یکی از عاشقان ترزا در این رمان، مشاور راهنمای احمد بنام جک لوی است که در آغاز او را ملاقات می‌کند تا احمد را بسوی کالج و خارج از مسیر انتخاب شده اش هدایت کند. لوی یک آمریکایی یهودی است که اعتقادات مذهبی خود را (مانند بسیاری از شخصیت‌های رمان) رها کرده‌است. وی هنوز هم آداب و رسوم دین یهودی را حفظ کرده‌است.
او مانند احمد یک منتقد فرهنگ آمریکایی است اما به جای مشاهده آن بلحاظ فاصله پیدا کردن از خدا، او آن را به عنوان نتیجه وقایع تاریخی و سکولاریته می‌بیند.
احمد آرزو می‌کند که بنا به خواسته «شیخ»، یک راننده کامیون شود چرا که رانندگی یک مهارت پراتیک خوب در رقابت هاست. این در حالی است که مطالعات آکادمیک، تنها در خدمت پیشبرد باورهای سکولار آمریکایی هاست. او همچنین واهمه دارد که مطالعات آکادمیک تردیدات گاه‌وبیگاه مذهبی اش را تقویت خواهد کرد. رانندگی مسیری است که احمد را بسمت درگیر شدن در توطئه تروریستی علیه آمریکائیان بی دین (غیر مسلمان) هدایت خواهد کرد ـ تلاشی برای انفجار تونل لینکلن پائین‌تر از رودخانه هادسون.
احمد موافقت کرد کامیون را به تونل برساند و خود را منفجر کند. در روز حمله برنامه‌ریزی شده، همدستان او در محلی که برنامه‌ریزی شده بود حضور ندارند. احمد برای اجتناب از دستگیری توسط پلیس فدرال، تصمیم می‌گیرد که مأموریت انتحاری را به تنهایی انجام دهد. احمد، قبل از اینکه با خودروی بمب‌گذاری شده وارد اتوبان شود با جک لوی در کنار جاده مواجه می‌شود. خواهر زن جک بنام هرمیون فوگل به او هشدار داد که احمد به احتمال زیاد درگیر یک عملیات تروریستی است.
جک سوار کامیون احمد شده و با هم به تونل لینکلن می‌روند. جک سعی می‌کند که احمد را برای انصراف از بمب‌گذاری متقاعد کند. جک برای احمد فاش می‌کند که این یک توطئه دولتی است و در حقیقت، دوست او و همکار توطئه گرش بنام چارلز چهاب، عامل مخفی سیا بوده‌است. جک همچنین به داشتن رابطه با مادر احمد در چند ماه گذشته اعتراف می‌کند.
مادامیکه احمد به محل بمب‌گذاری نزدیک می‌شود تفسیر خود از اسلام که خدا نمی‌خواهد کسی کشته شود را بازبینی می‌کند و تصمیم می‌گیرد که از عمل تروریستی خود منصرف شود. او و جک با هم از سمت پل جرج واشینگتن به طرف منهتن حرکت می‌کنند تا به نیوجرسی بازگردند.

## شخصیت‌های اصلی
احمد اشماوی مالوییک اسلامگرای ۱۸ ساله رادیکال که جهاد را دنبال می‌کند و به دنبال ”راه راست «می‌رود. احمد بعد از دوره‌های آموزشی در دبیرستان (به رغم اینکه به اندازه کافی برای راهیابی به دانشگاه باهوش بود) به عنوان یک راننده کامیون برای ”اثاثیه برتر خانه» استخدام می‌شود. او توسط مربی و دوستش چارلی چهاب برای رانندگی یک کامیون انفجاری بزور بکار گرفته می‌شود تا انفجار عظیمی را به نام خدا انجام دهد.
جوریلین گرانتهمکلاسی مهربان آفریقایی ـ آمریکایی احمد. او مجذوب احمد شده‌است، اما در برابر پیشروی‌های او مقاومت می‌کند، زیرا که او را به عنوان یک کافر نامطلوب تلقی می‌کند. بعد از دبیرستان، او فاحشه ای می‌شود تا از دوست پسر دست و پا چلفتی اش حمایت کند.
تیلنول جونزدوست پسر آفریقایی آمریکایی جورلین که از علاقه احمد به جورلین منزجر است و او را به ستوه می‌آورد.
ترزا مولویمادر سکولار و لیبرال احمد که با تربیت همراه با بی بند و باری، باعث تعصب کورکورانه مذهبی او شد تا فساد دورن او نهایتاً فوران کند. ترزا با جک لوی بمدت حدود سه ماه رابطه داشت.
جک لوییک مشاور راهنمایی در دبیرستان چشم‌انداز نو است که سعی می‌کند احمد را در کالج منطقه‌ای ثبت نام کند. لوی یک شخصیت نمونه از شخصیت‌های آپدایک است که طبقه میانه امریکایی‌ها را نمایندگی می‌کند. شخصیتی که سعی می‌کند از زندان دنیوی خود در زندگی روزمره فرار کرده و برای تحقق آن، تا حدودی به روابط جنسی روی می‌آورد.
بت لویوی همسر سنگین‌وزن جک می‌باشد که وقتی نمی‌تواند به عنوان نیمه وقت در کتابخانه کار کند وقت‌های بعدازظهرش را به تماشای برنامه‌های تلویزیونی و پخت‌وپز صرف می‌کند. او یادآور دائم جک در میانه‌روی اش است.
چارلی چهاباو شریک احمد در شرکت ”اثاثیه برتر خانه” است که او را برای توطئه بمب‌گذاری به استخدام درمی‌آورد. بعداً فاش می‌شود که او به عنوان یک مأمور مخفی سیا کار می‌کرده‌است.
شیخ رشیدامام و مربی احمد است. او برای احمد در شرکت شغل تأمین می‌کند و کسی است که او را برای توطئه بمب‌گذاری هدایت می‌کند.
هرمیون فوگلخواهر بث است که به عنوان دستیار مدیر وزارت امنیت داخلی ایالات متحده کار می‌کند.